# Шанін Петро Миколайович
Шанін Петро Миколайович (2 жовтня 1880, Вознесенськ — 10 липня 1941, Київ) — російський та український військовий діяч, підполковник Армії УНР, учасник Білого руху (у складі Збройних Сил Півдня Росії), до цього — офіцер Російської Імператорської Армії. Начальник електротехнічної управи головного інженерного управління військового міністерства послідовно Української Держави та УНР. Політичний в'язень, постраждав від радянських репресій.

## Життєпис
Петро Миколайович Шанін народився 2 жовтня 1880 року у Вознесенську Херсонської губернії у сім'ї спадкових служивих дворян. Його батько, надвірний радник Миколай Леонтійович Шанін завідував пороховими складами Миколаївського ракетного заводу. Матір'ю Петра Миколайовича була Марія Василівна, до шлюбу Мочан. Отримав загальну освіту в Миколаєвському Олександрівському реальному училищі. 13 серпня 1901-го року по першому разряду закінчив Московське піхотне юнкерське училище, згодом Офіцерську електротехнічну школу. 13 серпня 1901-го за екзаменом Петра Миколайовича підвищено до підпоручика та переведено в 19-й піхотний Костромський полк, що квартирувався в Житомирі. В період між 1901 та 1904 знайомиться та одружується із Тамарою Олексієвною Преображенською, класною дамою однієї з житомирських гімназій. 28-го січня 1904-го року його переводять до другого Кавказького саперного батальону, що квартирувався у Тифлісі. 10-го жовтня 1904 Петра Миколайовича підвищують до поручика. В 1905-му році у Петра Миколайовича із дружиною народжується син Вадим. 19-го лютого 1906 нагороджений орденом Святого Станіслава ІІІ ступеня, 10-го жовтня 1908 підвищений до штабс-капітана, 25-го грудня 1908 року нагороджений орденом Святої Анни III ступеня, станом на 1-ше січня 1909 Петро Миколайович служить старшим ад'ютантом штабу Кавказької саперної бригади. 28-го травня 1911 його переводять у 3-тю іскрову роту, що квартирується у Варшаві, там у Шаніних народжується дочка Ірина. У Варшаві Петро Миколайович служить начальником станції та проживає на вул. Окоповій, 61. 15-го жовтня 1911 нагороджено орденом Святого Станіслава ІІ ступеня. 9 червня 1912 Шаніна переводять до 1-й Кавказької іскрової роти, що на той момент квартирується у Тифлісі. Можливо, із ротою бере участь у Перському поході 1911-1913 років. 3-го жовтня 1912-го року його підвищують до капітана. 9-го вересня 1913 він стає начальником відділення, 5-го жовтня 1913 - начальником господарської частини роти, у цьому званні Шанін зустрічає Першу світову війну. Бере участь у бойових діях на Північно-Західному фронті, 5-го серпня 1915 його нагороджено головнокомандувачем арміями Південно-Західного фронту генералом Алексєєвим орденом Святої Анни другого ступеню з мечами, а 19-го серпня того ж року Шаніну жалують орден Святого Володимира IV ступеня. 18-го грудня 1916 Петра Миколайовича переведено в управління 10-м радіотелеграфним дивізіоном, а 16-го січня 1917 його призначено командувачем 3-м радіотелеграфним дивізіоном. Останнє звання у російській армії — підполковник, отримано під час Першої Світової війни, точна дата підвищення зараз невідома.
В Українській Народній Республіці 10-го березня 1918 року Петро Шанін отримав посаду начальника інженерного відділу Головного інженерного управління Військового міністерства УНР, згодом — Військового міністерства Української Держави. З 9-го серпня 1918 року підполковник — на посаді начальника Електротехнічної управи Головного інженерного управління Військового міністерства Української Держави. З 10-го вересня 1918 року та станом на вересень 1919-го — начальник Електротехнічної управи Головного інженерного управління Військового міністерства Української Держави, згодом — УНР.
Після 1919-го року Шанін воював на боці Збройних сил Півдня Росії. На даний момент інформації про конкретне місце служби, участь у бойових діях, підвищення та нагородження немає. Потрапив у більшовицький полон.
До 1920-го року - в Одесі, Петро Миколайович займається енергетичним господарством цього міста. У 1920-му році переїзджає до Києва та селиться у будинку на розі вулиці Малої Житомирської та Михайлівської, який до націоналізації належав Лідії Іванівни Ткаченко, родичці Тамари Олексієвни. З 1924 року на особливому обліку у Київському ДПУ.У 1920-ті роки Петро Шанін проживав у Києві і працював головним механіком на Судноремонтному Заводі ім. Сталіна, викладав електротехніку і радіосправу в київському Річковому технікумі. Чотири рази був заарештований. У 1939 році його заарештували за антирадянську агітацію, в тюрмі він захворів на енфемізму легких та астму. До нього застосовувалися тортури, зокрема, тортура безсонням, але на жодному з допитів колишній офіцер свою провину не визнав, тому справа була припинена. Помер 10-го липня 1941 року від недоїдання, похований на Лук'янівському кладовищі Києва.

## Сім'я
Дружина - Тамара Олексієвна (до шлюбу Преображенська) (1882-1979).
Діти: Вадим (1905-1990) та Ірина (1911-19??).
Вадим Петрович Шанін нвродився в Тіфлісі в 1905-му році. Під час Першої Світової вступає до Петроградського кадетського корпусу, але через революційні події не зміг завершити навчання. Працював монтером, в 1920-ті закінчує електричний факультет Київського індустріального інституту. Після працював змінним інженером на ГЕС-2, був підвищений до начальника турбінного цеху, в післявоєнний період став головним інженером. Після цього працював у міністерстві енергетики УРСР. В 1935-му та 1937-му році був заарештований, справи було завершено через відсутність  складу злочину. Дружина Вадима Петровича - Олександра Федорівна (до шлюбу Молодцова), одруження відбулося у 1929 році, подружжя мало двох дітей - Юрія (1930-2005) та Інну (нар. 1945).
Нащадки Шаніних досі проживають у Києві.